# Liste der afghanischen Botschafter in Frankreich
Afghanistan und Frankreich unterhalten seit 1922 vollumfängliche diplomatische Beziehungen. Von 1922 bis 1949 war Afghanistan in Paris durch Gesandte vertreten und seitdem durch Botschafter.
| Ernannt / Akkreditiert | Name                    | Bemerkungen                    | ernannt während der Regierung von | akkreditiert während der Regierung |
| ---------------------- | ----------------------- | ------------------------------ | --------------------------------- | ---------------------------------- |
| 7. Nov. 1922           | Mahmud Tarzi            | Gesandter                      | Amanullah Khan                    | Alexandre Millerand                |
| 4. Okt. 1924           | Mohammed Nadir Schah    | Gesandter                      | Amanullah Khan                    | Gaston Doumergue                   |
| 16. Dez. 1926          | Ghulam Nabi Charkhi     | Gesandter                      | Amanullah Khan                    | Gaston Doumergue                   |
| 6. Dez. 1928           | Habibullah Tarzi        | Gesandter                      | Amanullah Khan                    | Gaston Doumergue                   |
| 25. Jan. 1930          | Ahmed Ali Khan          | Gesandter                      | Mohammed Nadir Schah              | Gaston Doumergue                   |
| 4. Juli 1931           | Sardar Wali             | Gesandter                      | Mohammed Nadir Schah              | Paul Doumer                        |
| 18. Juni 1948          | Mohammed Daoud Khan     | Gesandter                      | Mohammed Sahir Schah              | Vincent Auriol                     |
| 28. Dez. 1949          | Muhammad Umar           | Botschafter                    | Mohammed Sahir Schah              | Vincent Auriol                     |
| 26. Mai 1955           | Ghulam Muhammad Sherzad |                                | Mohammed Sahir Schah              | René Coty                          |
| 12. Dez. 1957          | Ghulam Yahya Tarzi      |                                | Mohammed Sahir Schah              | Charles de Gaulle                  |
| 21. März 1961          | Asadullah Siraj         | Général Assadoullah Khan Seraj | Mohammed Sahir Schah              | Charles de Gaulle                  |
| 25. Mai 1965           | Sardar Zalmai Mahmud    |                                | Mohammed Sahir Schah              | Charles de Gaulle                  |
| 3. Mai 1973            | Ravan A. G. Farhâdi     |                                | Mohammed Sahir Schah              | Georges Pompidou                   |
| 20. Feb. 1975          | Muhammad Akram          | Muhammad Akram Khan            | Mohammed Sahir Schah              | Valéry Giscard d’Estaing           |
| 26. Juli 1979          | Muhammad Salim Massoudi |                                | Mohammed Daoud Khan               | Valéry Giscard d’Estaing           |
| 26. März 2002          | Zalmai Haqani           |                                | Hamid Karzai                      | Jacques Chirac                     |
| 6. Feb. 2007           | Assad Omer              |                                | Hamid Karzai                      | Nicolas Sarkozy                    |
| 2. Juli 2009           | Omar Samad              |                                | Hamid Karzai                      | Nicolas Sarkozy                    |
| 22. Dez. 2011          | Assad Omer              |                                | Hamid Karzai                      | Nicolas Sarkozy                    |

Der afghanische Botschafter von Frankreich residiert in der Gegenwart in der 32 avenue Raphaël, im 16. Arrondissement von Paris.